# PalmSource
PalmSource — компания, разработчик операционной системы Palm OS и ряда приложений для неё.
Под управлением Palm OS работают около 39 миллионов устройств, произведённых корпорацией Palm и другими компаниями.

## История развития компании
В 2001 году в состав Palm вошла группа разработчиков операционной системы BeOS.
В августе 2003 года Palm выделила из себя владельца и разработчика ОС компанию PalmSource, куда вошли BeOS-овцы.
8 декабря 2004 года PalmSource приобрела компанию China MobileSoft, разработчика мобильной ОС на Linux. После этого PalmSource объявила о намерении выпустить к лету 2006 года новую версию Palm OS для смартфонов на основе Linux.
В сентябре 2005 года PalmSource была приобретена японской компанией ACCESS, производителем программного обеспечения для мобильных устройств, в том числе встраиваемого веб-браузера NetFront.